# Willem Hendrik van de Poll
Jhr. Willem Hendrik van de Poll (Den Haag, 13 maart 1906 – Emmeloord, 9 juli 1961) was een Nederlands politicus.

## Loopbaan
Van de Poll heeft in Amsterdam gestudeerd en was vervolgens vijf jaar werkzaam bij een rubberplantage in Nederlands-Indië. Na daar nog een keer twee jaar gewerkt te hebben vestigde hij zich in 1938 met zijn gezin definitief in Nederland. Hij werd in die periode volontair bij de gemeente Lopik. Later was hij leider bij de distributiedienst; eerst in De Bilt en later in Wageningen. Van de Poll werd in 1946 benoemd tot burgemeester van Elburg en hij was vanaf 1953 de burgemeester van Heerde. Tijdens een zeiltocht in 1961 met zijn vrouw en een van hun vijf kinderen viel hij, mogelijk als gevolg van een verkeerde manoeuvre, in het water bij het Ramsdiep waar hij op 55-jarige leeftijd verdronk.

## Familie
Hij werd geboren als telg uit de familie Van de Poll en zoon van jhr. Hendrik van de Poll (1866-1947), bibliothecaris van de Dr. Abraham Kuyperstichting, en Aaltje Ottens (1870-1952). Hij trouwde in 1930 met Ien Huisman (1908-1999) met wie hij vijf kinderen kreeg, onder wie de geoloog prof. jhr. dr. Henk Wouter (Wout) van de Poll (1932-2017). Zijn oudste zus trouwde met Anton Colijn (1896-1945), een andere zus met mr. dr. Petrus Johannes Abram Idenburg (1896-1976).